# Detal (film)

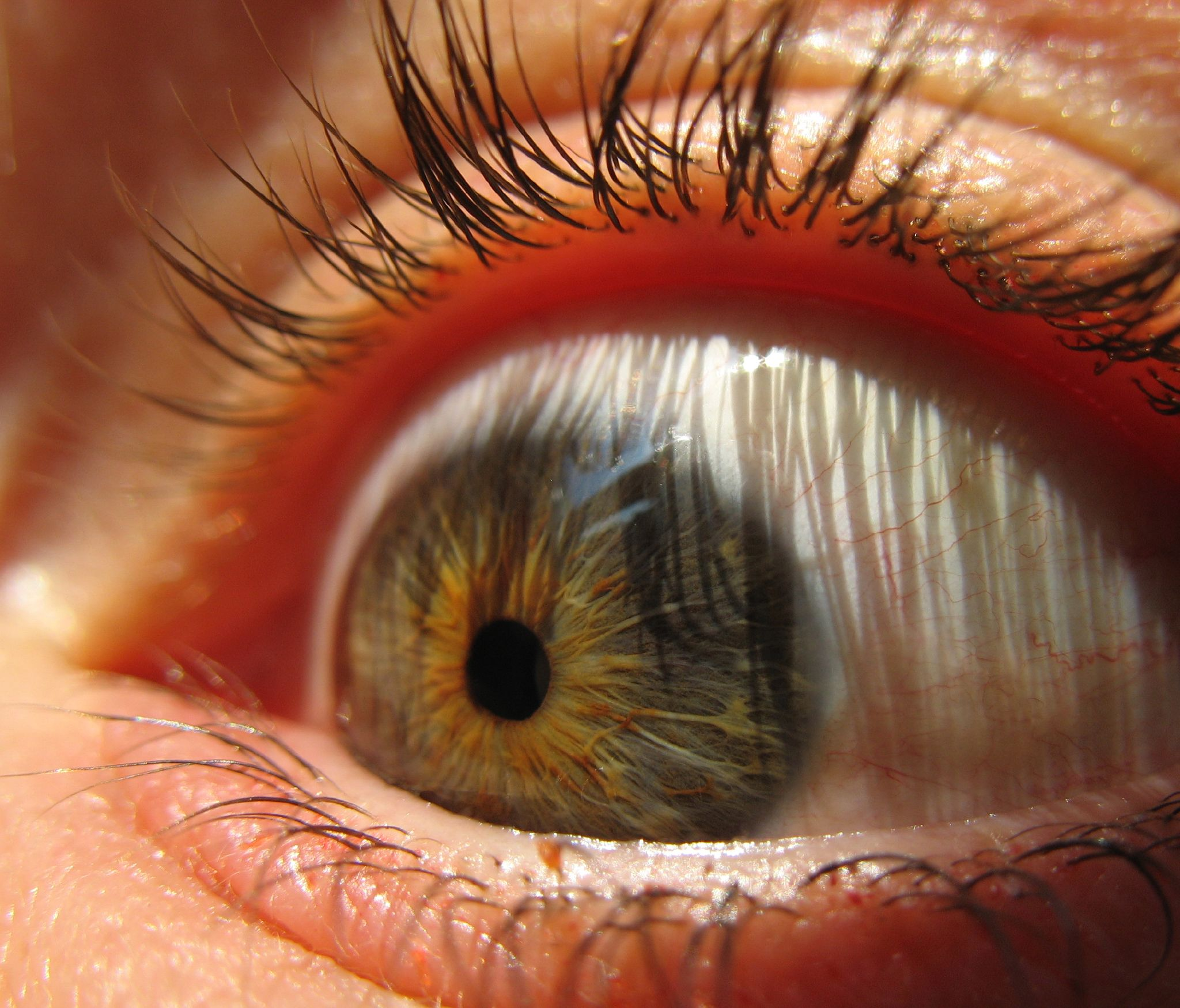
Detal

Detal lub duże zbliżenie – jeden z bliskich planów filmowych. Ukazuje najmniejsze szczegóły - np. fragmenty ciała lub ważne dla narracji przedmioty niewidoczne lub nieczytelne na dalszych planach obiekty (np. zawartość szuflady, treść notatki). 
Detal ma na celu przedstawić właściwości fizyczne ciała lub przedmiotów. Może też służyć wzbudzeniu napięcia lub wywołaniu określonych emocji, a także podkreśleniu znaczenia danego obiektu. 
Detale często występują w podsumowujących scenach filmu, przed samym jego końcem. 